# Меленки (Даниловский район)
Меленки — деревня в Даниловском районе Ярославской области России. Входит в Даниловское сельское поселение.

## География
Находится на реке Черница в 29 км к юго-юго-востоку от Данилова. На западе граничит с деревнями Высоково, Лыкошино.

## Население
| 2007 | 2010 |
| ---- | ---- |
| 2    | →2   |

## Инфраструктура
Основа экономики — личное подсобное хозяйство.
Почтовое отделение № 152064, расположенное в деревне Лыкошино, на октябрь 2022 года обслуживает в деревне 4 дома.

## Транспорт
В 3 км от деревни проходит автомобильная дорога 78Н-0236 Малые Дворишки — Терехино. Въезд в деревню осуществляется по грунтовой дороге через деревню Высоково.
Ближайшая автобусная остановка «Лыкошино» находится в деревне Лыкошино. Обслуживается маршрутами № 108 (Данилов — Манжаково), 520 (Ярославль — Любим), 524 (Ярославль (КДП Заволжье) — Закобякино).